# Hráč (film, 1992)
Hráč (v anglickém originále The Player) je americký kriminální film z roku 1992. Režisérem filmu je Robert Altman. Hlavní role ve filmu ztvárnili Tim Robbins, Greta Scacchi, Fred Ward, Whoopi Goldberg a Peter Gallagher.

## Ocenění
Tim Robbins získal za svou roli v tomto filmu Zlatý glóbus a byl nominován na cenu BAFTA. Film získal Zlatý glóbus v kategorii nejlepší film – komedie/muzikál a dvě ceny BAFTA v kategoriích nejlepší scénář a režie. Film byl dále nominován na tři Oscary (kategorie nejlepší režie, scénář a střih), dva Zlaté glóby (nejlepší scénář a režie) a dvě ceny BAFTA (nejlepší střih a film).

## Obsazení
| Tim Robbins       | Griffin Mill        |
| Greta Scacchi     | June Gudmundsdottir |
| Fred Ward         | Walter Stuckel      |
| Whoopi Goldberg   | detektiv Avery      |
| Peter Gallagher   | Larry Levy          |
| Brion James       | Joel Levison        |
| Cynthia Stevenson | Bonnie Sherow       |
| Vincent D’Onofrio | David Kahane        |
| Sydney Pollack    | Dick Mellon         |
| Jeremy Piven      | Steve Reeves        |
| Rene Auberjonois  |                     |
| Harry Belafonte   |                     |
| Cher              |                     |
| James Coburn      |                     |
| John Cusack       |                     |
| Peter Falk        |                     |
| Scott Glenn       |                     |
| Jeff Goldblum     |                     |
| Joel Grey         |                     |
| Anjelica Huston   |                     |
| Jack Lemmon       |                     |
| Andie MacDowell   |                     |
| Nick Nolte        |                     |
| Burt Reynolds     |                     |
| Julia Roberts     |                     |
| Susan Sarandon    |                     |
| Patrick Swayze    |                     |
| Bruce Willis      |                     |